# Holländische Radikalkritik
Als Holländische Radikalkritik oder Holländische radikale Kritik (auch Holländische radikale Schule oder Radikale holländische Schule; englisch: Dutch radical School) bezeichnet man die These einiger niederländischer Neutestamentler und anderer Akademiker, keiner der Paulusbriefe stamme von Paulus von Tarsus, alle seien erst im 2. Jahrhundert entstanden.
Die Vertreter dieser These bildeten seit 1878 eine kleine Minderheit in der Forschung zum Neuen Testament (NT). Sie gingen über die Tübinger Schule hinaus, die bereits nur noch vier der 13 Paulusbriefe für sicher authentisch erklärt und damit dem damaligen konservativen Konsens widersprochen hatte. Einige holländische Radikalkritiker bestritten auch die historische Existenz des Jesus von Nazaret und vertraten die These eines Jesus-Mythos. Damit griffen sie das Selbstverständnis und die Legitimationsbasis der christlichen Kirchen an.
Die NT-Forschung hat diese Thesen seit Albert Schweitzers Geschichte der Leben-Jesu-Forschung (1913) ausführlich geprüft und zurückgewiesen. Sie misst ihnen keine aktuelle Bedeutung mehr zu.

## Entstehung
Die holländische Radikalkritik baute auf der sogenannten Tendenzkritik der Tübinger Schule auf. Als deren früher Vorläufer gilt der englische Deist Edward Evanson. Er bezweifelte schon 1792 aus tendenzkritischen Erwägungen als erster und lange Zeit einziger Autor die Authentizität einiger Paulusbriefe, darunter die des Römerbriefs (Röm). Willem Christiaan van Manen (1891) und Gustaaf Adolf van den Bergh van Eysinga (1912) machten sein vergessenes Werk als Vorläufer ihrer noch radikaleren Position bekannt.
Ferdinand Christian Baur, Gründer der Tübinger Schule, hielt nur vier von 13 Paulusbriefen für authentisch: den Römerbrief, den 1. Brief des Paulus an die Korinther (1Kor), den 2. Brief des Paulus an die Korinther (2Kor) und den Brief des Paulus an die Galater (Gal). Er begründete dies ab 1831 mit der von Georg Wilhelm Friedrich Hegel angeregten Annahme, das Urchristentum habe sich durch den theologischen Gegensatz zwischen dem Judenchristentum um Simon Petrus auf der einen und dem Heidenchristentum um Paulus auf der anderen Seite zur Synthese des frühen Katholizismus entwickelt. Darum hielt er nur jene Paulusbriefe für authentisch, die für ihn heidenchristliche gegen judenchristliche Positionen vertraten. Die Angaben der Apostelgeschichte (Apg) hielt er historisch für unzuverlässig, weil sie die Gegensätze zwischen beiden Richtungen im 2. Jahrhundert fast verschwiegen und auszugleichen versucht habe. Albert Schwegler wandte Baurs Grundannahme in seinem Hauptwerk Das Urchristentum (1846) auf die ganze urchristliche Literatur an. Auch er wies nur vier der Paulusbriefe dem apostolischen Zeitalter zu. Alle Angaben der Apg dazu hielt er für ahistorisch. Jene ihrer Passagen, die Paulus als judenfreundlich und Petrus als heidenfreundlich darstellen, hielt er für willkürlich vom Autor erfunden. An dieses Urteil knüpften Bruno Bauer und die radikale holländische Schule an.
Bruno Bauer hatte in Studien zu den vier kanonischen Evangelien (1839–1842) die Kritik von David Friedrich Strauß am historischen Wert auch der Synoptiker verschärft und Jesu Historizität bestritten. Infolgedessen hatte er seine Stellung als Privatdozent für Theologie verloren. 1850 publizierte er eine Studie zum Paulusbild der Apg. Während Ferdinand Baur aus deren Widersprüchen zum Gal gefolgert hatte, nur eine der beiden Darstellungen (die des Gal) könne zutreffen, folgerte Bruno Bauer, man müsse erwägen, dass auch die für authentisch gehaltenen Paulusbriefe ahistorische Tendenzschriften seien. Der Autor der Apg habe die Konflikte zwischen Juden- und Heidenchristen nicht fiktiv harmonisiert, sondern drücke eine schon entspannte Situation aus. Weil Heidenchristen das Christentum im zweiten Jahrhundert dominierten, habe er diesen das jüdische Erbe erst erklären müssen und dazu eine Verbindung zum Judentum konstruiert. Ein Judenchristentum, dass den nichtjüdischen Christen die Tora zu halten aufzwingen wollte, habe historisch nicht existiert. In seiner Studie zum Gal (ebenfalls 1850) ergänzte er diese Sicht: Der Gal sei ebenso wenig wie die übrigen Hauptbriefe authentisch, sondern erst nach der Apg entstanden. Er habe deren Bild von den urchristlichen Anfängen korrigieren oder verdrängen sollen und dazu judenfeindliche Passagen aus Röm und 1/2 Kor zusammengestellt. In den weiteren Bänden seiner Kritik der paulinischen Briefe führte Bauer die Argumente weiter aus, wonach alle Paulusbriefe erst im 2. Jahrhundert entstanden seien. Bauers exegetische Studien waren Teil seines religionsphilosophischen Programms, mit dem er das Christentum zunächst im Sinne Hegels spekulativ deutete, ab etwa 1840 aber immer stärker angriff, um es zu zerstören. Deshalb wurden seine historisch-kritischen Einsichten in der deutschsprachigen NT-Forschung erst nach 1900 stärker gewürdigt, etwa von William Wrede und Albert Schweitzer.
Ab etwa 1880 griffen einige holländische Neutestamentler Bauers exegetische Thesen zu den Paulusbriefen und zur Apg auf. Sie vertraten die bis dahin extremste Skepsis gegen den historischen Wert des NT an Universitäten und ließen die bereits weitgehende historische Kritik der Tübinger Schule somit moderat erscheinen. Darum bezeichneten deutsche Autoren ihre Position später als „radikale holländische Schule“. Van Eysinga etablierte die Bezeichnung „holländische radikale Kritik“ 1912 mit dem Titel seines Werks darüber.

## Vertreter

### Allard Pierson (1831–1896)
Allard Pierson war promovierter evangelischer Theologe. 1865 hatte er sein Predigeramt niedergelegt, ab 1876 trat er mit scharfer Kritik am Christentum und an der akademischen Theologie in den Niederlanden hervor. Er veröffentlichte 1878 eine historisch-kritische Untersuchung zur Bergpredigt, die als Beginn der holländischen Radikalkritik gilt. Darin bezweifelte er erstmals die Authentizität des Galaterbriefs. Die biografischen Angaben zu Paulus darin erschienen ihm als „Fiktion eines ultrapaulinischen Christen“. Besonders fehlende Angaben des Briefautors zum historischen Jesus erschienen Pierson unerklärlich.

### Abraham Dirk Loman (1823–1897)
Abraham Dirk Loman, Dozent der Theologischen Fakultät der Universität von Amsterdam, gilt als Nestor der holländischen Radikalkritik. Er erhielt seine ersten Anregungen von Pierson, dessen Untersuchung zur Bergpredigt er 1879 kritisch rezensierte. Dabei warf er seinem Kollegen methodische Fehler und eine karikierende Darstellung des Galaterbriefes vor. Kurze Zeit später führte Loman die Überlegungen Piersons jedoch in seinen eigenen Forschungen weiter. Ende 1881 hielt er vor der Vrije Gemeente in der Weteringschans in Amsterdam einen umstrittenen Vortrag, in dem er die These vertrat, dass das frühe Christentum nichts anderes als eine jüdisch-messianische Bewegung gewesen sei. Beim Jesus der Evangelien handele es sich um keine historische Person, sondern um die Verkörperung von Ideen und Gedanken, die erst für das 2. Jahrhundert historisch nachweisbar seien. Loman deutete außerdem die These an, dass die Paulusbriefe sämtlich nicht authentisch seien, was er später in seinen auch international beachteten Quaestiones Paulinae (1882–86) durch die Untersuchung der äußeren Bezeugung wissenschaftlich vertiefte. Er stellte in detaillierter historischer Untersuchung fest, dass die paulinischen Hauptbriefe sich vor Marcion nicht belegen ließen und selbst Kirchenvater Justin in der Mitte des 2. Jahrhunderts nichts von ihnen wisse oder wissen wolle.
Durch Lomans Wirken etablierten sich die Positionen der holländischen Radikalkritik als Mindermeinung, die über die liberale deutsche Bibelkritik der Tübinger Schule hinausgehend auch die Hauptbriefe des Paulus an die Römer, Korinther und Galater und damit alle dreizehn Paulusbriefe für nicht authentisch hielt. „Die ganze paulinische Literatur des NT“ ist nach Loman „ein Produkt der nach-apostolischen Gnosis und kann erst nach einem langen Inkubationsprozess entstanden sein, wovon der Beginn kaum vor 70 angesetzt werden kann“.
Aufgrund der Ergebnisse seiner wissenschaftlichen Forschung plädierte er für eine symbolische Interpretation der Evangelien. Der Verzicht auf einen geschichtlichen Jesus wurde von Loman nicht als Verlust, sondern als Gewinn und Befreiung im Hinblick auf den Glauben gewertet.

### Willem Christiaan van Manen (1842–1905)
Van Manen hatte 1865 in seiner Dissertation für die Authentizität des 1 Thess argumentiert, den 2 Thess jedoch in einer Publikation desselben Jahres als deuteropaulinisch eingestuft. Er edierte und kommentierte zahlreiche frühchristliche Werke (wie z. B. Clemensbriefe und Der Hirte des Hermas). Seine theologische Arbeit in dieser Zeit galt auch der Textkritik, bei der er die letzten Worte in Apg 10,36 („dieser ist aller Herr“) als späteren Einschub beurteilte. Erwin Nestle übernahm diese Textkritik in die 13. Ausgabe des Novum Testamentum Graece.
Ende 1884 wurde Van Manen zum Professor an der Reichsuniversität Groningen berufen. Angeregt durch Allard Pierson und Samuel Adrianus Naber, die die Paulusbriefe ins zweite Jahrhundert datierten, publizierte er 1887 drei Artikel und befasste sich eingehender mit der Untersuchung der vier Hauptbriefe des Paulus. Damals teilte er noch die Ansicht der Tübinger Schule über die Authentizität von vier Paulusbriefen. In weiteren Artikeln begann er aber die Widersprüche des Römerbriefes aufzulisten: Einige Stellen würden auf Judenchristen als Adressaten hinweisen, andere auf Heidenchristen. Nach Röm 7,12 sei das Gesetz heilig, andere Textstellen setzten es dagegen herab. Darum war für ihn die Frühdatierung und somit Authentizität dieser Briefe um 50 nicht mehr nachvollziehbar. Derart unterschiedliche Strömungen innerhalb einer Briefsammlung würden eine längere Entwicklung nahelegen.
In September 1888 rezensierte van Manen die Studie des Schweizer Theologen Rudolf Steck zum Galaterbrief, zu dessen Verhältnis zum Römerbrief und zum Häretiker Marcion (um 150). Stecks Argumente überzeugten ihn. Er schloss daraus, der Galaterbrief sei verfasst worden, um Einflüsse des Judentums abzuwehren. Darum solle er nach 120 datiert werden.
Im Ergebnis behauptete van Manen als Erster, die kürzere (marcionitische) gehe der längeren katholischen Textfassung voraus, die eine Überarbeitung der Vorlage sei. Die gleiche Ansicht vertrat er auch beim Römerbrief. Die schwer erklärbaren Widersprüche des sogenannten Paulinismus der Hauptbriefe seien nicht plötzlich erschienen, sondern am Ende einer langen Entwicklung. Damit erklärte er die Entwicklung des Christentums bis 300, mit der er sich jahrelang befasst hatte. Daraus entstand sein dreibändiges Hauptwerk Paulus. Im ersten Band zur Apg erklärte er, deren Verfasser habe den Inhalt aus verschiedenen Werken entlehnt und erst zwischen 125 und 150 niedergeschrieben. Im zweiten und dritten Band argumentierte er für eine Datierung des Römerbriefs sowie der beiden Korintherbriefe auf ab 100: Die Verschiedenheit der Adressaten in Röm 1,5f.; 11,13 gegenüber Röm 2,17–29; 4,1 wie auch die sinkende Bedeutung des jüdischen Gesetzes lege eine lange Entwicklung theologischer Veränderungen von den Jesusjüngern an nahe, und die Aussagen zur Christenverfolgung verwiesen auf eine Zeit nach Nero.
Der zweite Band enthält außerdem ein Kapitel über die Entwicklung des Frühchristentums bis 300. Für van Manen setzte der Paulinismus die Zerstörung Jerusalems im Jahr 70 und die Entstehung einer liberaleren jüdischen Bewegung voraus und habe gelernt, seinen eigenen Weg weit abseits vom Judentum zu gehen. Das Festhalten am jüdischen Gesetz sei als altmodisch angesehen worden, Christen konnten „unter der Gnade“ leben (Röm 6,14). Jesus sei für die paulinischen Christen nicht der Messias der ersten Jünger gewesen, sondern ein metaphysisches Wesen geworden, der Sohn Gottes. Von da an sei es möglich gewesen, als Christ Erlösung durch Gottes Gnade zu erhalten, nicht mehr durch Gesetzesgehorsam. Nach van Manens Ansicht stand der Paulinismus in Verbindung mit der Gnosis, deren Vertreter die Freiheit vom Gesetz und den Paulus der Briefe hoch verehrten. Ein „historischer“ Paulus sei offensichtlich lange vorher gestorben, ein jüngerer Zeitgenosse des Petrus gewesen und habe wie dieser in den Grenzen des Judentums gelebt. Wegen seiner Bekanntheit seien die später entstandenen Paulusbriefe mit seinem Namen versehen worden. In diesen fänden sich auch Fragmente und Überarbeitungen älterer Texte. In den Paulusbriefen kämen die Meinungen verschiedener christlicher Gruppen aus der Zeit des Entstehungsprozesses des Christentums zum Ausdruck. Zuletzt sei die neue Gruppe der Katholiken erschienen, die zwischen Paulinismus und Judaismus zu vermitteln und die Meinungsdifferenzen zu überwinden versucht habe.

### G. J. P. J. Bolland (1854–1922)
G. J. P. J. Bolland, philosophischer Autodidakt, wurde 1896 an die Universität Leiden berufen. Er befasste sich von 1891 bis zu seinem Tod 1922 mit den Ursprüngen des Christentums, wobei sein Interesse stark von philosophischen Fragestellungen bestimmt war.
Die Wurzel des Christentums sieht Bolland bei den hellenistisch gebildeten und gnostisch beeinflussten Diasporajuden von Alexandria im 1. Jahrhundert. Diese bildeten möglicherweise nach dem Vorbild der dortigen hermetischen Poimandresgemeinden theosophische Zirkel und waren im Besitz eines ursprünglichen sog. Ägypterevangeliums. Dieses wurde nach Bollands Ansicht zwischen 70 und 100 verfasst, ging aber bis auf wenige Fragmente verloren. Das Evangelium enthielt in erster Linie die Schilderung eines allegorischen Chrestos (der „Nützliche“ bzw. „Gute“) und dessen Erlösungstat, die aber nicht mehr jüdisch-nationalistisch, sondern als Heilsmysterium gedacht worden sei. Vor der Zerstörung des Tempels soll der Sohn des höchsten Gottes als Mensch auf der Erde erschienen sein, um vor dem Zerbrechen des Alten Bundes durch sein Opfer einen Neuen Bund mit dem wahren Israel des Geistes zu stiften. Sein Leiden, Sterben und Wiederauferstehen verbürgten das Seelenheil der Gläubigen. Dies könnte man nach Bolland auch als Erklärung theosophischer, kosmopolitischer Juden für die Zerstörung des Jerusalemer Tempels im Jahr 70 sehen: „Nach dem steinernen Tempel muß der Tempel des Geistes kommen“. Bolland identifiziert dies als die Grundgedanken des kommenden Christentums.
Die Namen Jesus und Chrestos zeigen nach Bolland deutlich, dass es sich dabei um Verkörperungen von Ideen handelt, die zum Teil schon bei Philon von Alexandria zu finden seien: Jesus = Josua, der Nachfolger des Mose. Der Name bringe das Bewusstsein gnostisch beeinflusster Juden zum Ausdruck, im Besitz größerer göttlicher Weisheit zu sein als das übrige Israel – erst Josua sei der rechte Führer. Während nach Bolland Jesus bzw. der Chrestos vor dem Jahr 70 als reine Mysteriengottheit verehrt wurde, habe er danach erstmals historische Züge bekommen.
Der letzte Schritt von der Allegorisierung eines bisher doketisch gedachten Chrestos hin zur Historisierung der Idee des Gott-Menschen Jesus erfolgte nach Bolland nach dem endgültigen Bruch mit dem nationalen Judentum seit der Zeit von Bar-Kochba ab 135. Dies sei durch den Katholizismus geschehen, bei dem es sich um eine Reaktion auf die Gnosis gehandelt haben soll. Der Katholizismus habe dann den Vater von Jesus Christus mit dem jüdischen Schöpfergott des Alten Testaments identifiziert, so dass die doketischen Stellen des ursprünglichen Evangeliums umgeformt werden mussten. Auch die Gleichsetzung von Chrestos und Christus geschah nach Bolland erst in Rom und war ebenfalls von der Tendenz bestimmt, die ursprünglich gnostische Lehre mit der jüdischen, alttestamentlichen Überlieferung zu versöhnen. So sei schließlich der Eindruck entstanden, dass die christliche Lehre aus Palästina stamme, aber tatsächlich habe sie ihren Ursprung in der Mysterienwelt Alexandriens.

### Gustaaf Adolf van den Bergh van Eysinga (1874–1957)
Van Eysinga studierte ab 1893 an der Universität Leiden Theologie. Er war u. a. Schüler von Bolland und Van Manen, bei dem er 1901 promovierte. Seit 1904 war er als Privatdozent an der Rijksuniversiteit Utrecht tätig. Von 1936 bis 1944 trat er als Inhaber des Lehrstuhls für NT an der Universität von Amsterdam die Nachfolge von Daniel Plooy (1877–1935) an.
In seinen exegetischen Schriften kritisiert van den Bergh van Eysinga die Position der liberalen Jesusforscher, deren Methode er als „Abzugsmethode“ bezeichnete. Um die Historizität des Menschen Jesus von Nazaret zu retten, würden dessen Züge, die sich nicht „natürlich“ erklären ließen (wie z. B. Jungfrauengeburt, Naturwunder, Wunderheilungen usw.), willkürlich eliminiert. Das Problem dieser Methode bestehe darin, dass sie unreflektiert eine geschichtliche Grundlage der Evangelien voraussetze und deren rein dogmatischen Charakter verkenne. Der Jesus der Evangelien sei keine mythisierte Historie, sondern historisierter Mythos. Die „Geschichtlichkeit“ diene als Staffage und sei kirchliches Dogma, aber kein historisches Faktum. Nicht der Zimmermannssohn Jesus von Nazaret habe am Anfang der christlichen Geschichte gestanden, sondern der Mythos einer vom höchsten Gott auf die Erde gesandten, sterbenden und wiederauferstehende Heilandsgestalt. Dieser Erlösungsmythos soll in Alexandrien entstanden sein und die Grundlage für den Inhalt des ältesten Evangeliums gebildet haben, das noch keine historischen Angaben enthielt. Der Historisierungsprozess habe erst Mitte des 2. Jahrhunderts in Rom begonnen. Dort sei der gnostische Heiland in einen jüdischen Messias verwandelt und mit pseudohistorischen Attributen versehen worden. Dafür soll vor allem das stadtrömische Judenchristentum verantwortlich gewesen sein, das zumal durch Einbringung des AT die Grundlinien von dessen Lebensgeschichte von Bethlehem bis Golgata festsetzte. AT und stoische Philosophie hätten am Ende jenes Bild des Menschen Jesus geschaffen, dessen die Kirche bedurfte, um sich gegen die doketische Verflüchtigung der Christusgestalt durch die Gnosis zu wehren. Zugleich blieb sie damit für die Masse der Gläubigen attraktiv, die mit einer menschlichen Heilandsgestalt mehr anzufangen wusste als mit einem rein metaphysischen Wesen.
Van den Bergh van Eysinga war der Auffassung, dass es sich beim Christentum von Beginn an um einen Mysterienkult handelte, was sich an zahlreichen Mysterienelementen in den Paulusbriefen zeige.

„Tatsache ist, dass das Christentum seinen siegreichen Feldzug durch die Welt nicht der Predigt des Rabbis oder Propheten Jesus verdankt, auch nicht dem Glauben an einen Messias Jesus, sondern einer Heilslehre, deren Zentrum und Objekt Christus ist.“

Mit seiner Kritik der Paulusbriefe setzte van den Bergh van Eysinga die Arbeit seines Lehrers W.C. van Manen und die des Amsterdamer Theologen A.D. Loman fort. Wie diese beiden holländischen Professoren weist auch van den Bergh van Eysinga auf das Fehlen äußerer Zeugnisse (argumenta externa) für die Existenz von Paulusbriefen im 1. Jahrhundert hin. Außerdem fänden diese – abgesehen von anderen Quellen, die ebenfalls schwiegen – weder in der Apg noch beim Vertreter der römischen Kirche Justin (Mitte des 2. Jahrhunderts) Erwähnung. Die biographischen Angaben der Apg über Paulus stünden mit denen der Briefe in Widerspruch und seien fiktiv. Der 1. Clemensbrief und die Ignatiusbriefe werden (wie von der Tübinger Schule) als nicht authentisch verworfen. Bei den Paulusbriefen soll es sich um pseudepigraphische Schriften aus dem Umfeld des aus der Kirche ausgeschlossenen Häretikers Marcion handeln. Das zeige vor allem der marcionitische Text der Briefe, der aus den Schriften der Kirchenväter rekonstruiert werden könne. Er enthalte in der Regel ältere und ursprünglichere Lesarten als die kanonische Version bzw. der Textus receptus. „Paulus“ ist für van den Bergh van Eysinga eine Symbolgestalt des Marcionitismus, der mit Hilfe pseudepigraphischer Schriften seine Theologie und Lehre in die apostolische Vergangenheit des ersten Jahrhunderts projizierte, um sich in den theologischen Kämpfen des 2. Jahrhunderts zu behaupten. Später habe sich die erste orthodoxe Kirche das literarische Erbe des Marcionitismus angeeignet und in ihrem Sinne überarbeitet.
In der Zeit von 1901 bis 1936 war van den Bergh van Eysinga in der Nederlandse Hervormde Kerk als Gemeindepfarrer tätig. Die Bestreitung der Existenz Jesu stand für ihn nicht im Widerspruch zu seiner Tätigkeit als Kanzelredner. Die entscheidenden Inhalte der christlichen Verkündigung könnten nach seiner Auffassung auch ohne die vorausgesetzte Annahme eines historischen Jesus verständlich gemacht und mit Hilfe einer rein symbolischen Auslegungsmethode erschlossen werden.

## Rezeption
Der evangelische Theologe Hermann Detering promovierte 1991 zum Thema holländische Radikalkritik und vertrat weiterhin deren Thesen in zugespitzter Form. Über van Manen hinausgehend sah Detering die marcionitische, kurze Fassung der Paulusbriefsammlung als originär gegenüber der katholischen Langfassung an. Bei den Paulusbriefen handele es sich um eine marcionitische Fälschung, die später vom Katholizismus durch Textzusätze überarbeitet und erweitert worden sei. Darum müssten innere Widersprüche, besonders im Römerbrief, nicht theologisch, sondern literar- bzw. textkritisch erklärt werden. Als Vorlage für die legendarische Figur des Paulus benannte Detering den von der späteren Kirche als Häretiker bezeichneten Simon Magus.
Auch Robert M. Price, ein Hauptvertreter der Jesus-Mythos-These in den USA, hält keinen der NT-Texte, die Paulus als Autor nennen, für authentisch, und beruft sich dazu auch auf die holländische Radikalkritik. Die Gestalt des Paulus sei legendarisch; andere Kräfte und Personen hätten die Entwicklung der frühen Kirche bestimmt. Die paulinischen Briefe hätten vielfach marcionitischen Hintergrund und gehörten zeitlich in das 2. nachchristliche Jahrhundert.
Die weitaus meisten Neutestamentler verwerfen die Thesen der holländischen Radikalkritiker als spekulative, unwissenschaftliche Konstrukte. Adolf von Harnack, deutscher Hauptvertreter der liberalen Theologie, schrieb 1887: „Wer die Echtheit solcher Briefe wie der paulinischen Korinthierbriefe nicht empfinden kann, die paulinischen Briefe hinter Marcion setzt, […] dem ist nicht zu helfen und man kann ihn bei allem Ernst, den er aufgewendet hat, nicht ernsthaft nehmen.“ Hermann Detering führt diese Sicht auf ein Glaubensdogma und kirchliche Autorität zurück.
Albert Schweitzer befasste sich 1913 in seiner Geschichte der Leben-Jesu-Forschung in zwei Extrakapiteln mit den Thesen aller, die damals Jesu historische Existenz bestritten. Er verwarf darin auch die „holländischen Radikalen“.

## Werke
Vorläufer
- Edward Evanson: The Dissonance of the Four Generally Received Evangelists and the Evidence of their respektive Authenticity. D. Walker, Gloucester 1792
- Bruno Bauer: Die Apostelgeschichte: eine Ausgleichung des Paulinismus und des Judenthums innerhalb der christlichen Kirche. G. Hempel, 1850
- Bruno Bauer: Kritik der paulinischen Briefe.

Band 1: Der Ursprung des Galaterbriefes. (1850)
Band 2: Der Ursprung des ersten Korintherbriefes. (1851)
Band 3: 1 Kor.; Röm.; Pastoralbr.; Thessalonicherbr.; Eph. und Kol.; Philip. (1852)
Vertreter
- Allard Pierson: De bergrede en andere synoptische fragmenten: een historisch-kritisch onderzoek. Van Kampen & Zoon, Amsterdam 1878
- Hajo Uden Meyboom: Marcion en Paulus in de Clementijnen. Theologisch Tijdschrift 25 (1891), S. 1–46
- Abraham Dirk Loman: Quaestiones Paulinae. Theologische Tijdschrift 1882–1886
- Allard Pierson, Samuel Adrianus Naber: Verisimilia - Laceram conditionem Novi Testamenti. Van Kampen, Amsterdam 1886
- Willem Christiaan van Manen: Paulus.

Band I: De Handelingen der Aposteln. (1890)
Band II: De Brief an de Romeinen. (1891)
Deutsch: Die Unechtheit des Römerbriefs. (G. Strübigs, 1906)
Band III: De Brieven aan de Korinthiers. (1896)
- Gustaaf Adolf van den Bergh van Eysinga: Radical Views about the New Testament. Watts, London 1912

Zeitgenössische Rezeption
- Rudolf Steck: Der Galaterbrief nach seiner Echtheit untersucht: nebst kritischen Bemerkungen zu den paulinischen Hauptbriefen. Bern 1888 (Nachdruck: Kessinger, 2010, ISBN 1-167-66040-4)
- Thomas Whittaker: The Origins of Christianity: With an Outline of Van Manen's Analysis of the Pauline Literature. London 1904 (Nachdruck: Nabu Press, 2013, ISBN 1-295-29264-5)
- Daniel Volter: Paulus und seine Briefe: Kritische Untersuchungen zu einer neuen Grundlegung der paulinischen Briefliteratur und ihrer Theologie. Heitz, Strassburg 1905
- Albert Schweitzer: Geschichte der Paulinischen Forschung von der Reformation bis auf die Gegenwart. Georg Olms, Tübingen 1911, S. 92–109 (Nachdruck: Hildesheim 2004, ISBN 3-487-12733-4)
- Gustaaf Adolf van den Bergh van Eysinga: Die holländische radikale Kritik des Neuen Testaments: Ihre Geschichte und ihre Bedeutung für die Erkenntnis der Entstehung des Christentums. Jena 1912
- Harry James Hager: The Radical School of Dutch New Testament Criticism. Chicago 1935